# Vie sauvage
Pour les articles homonymes, voir Vie sauvage (homonymie).

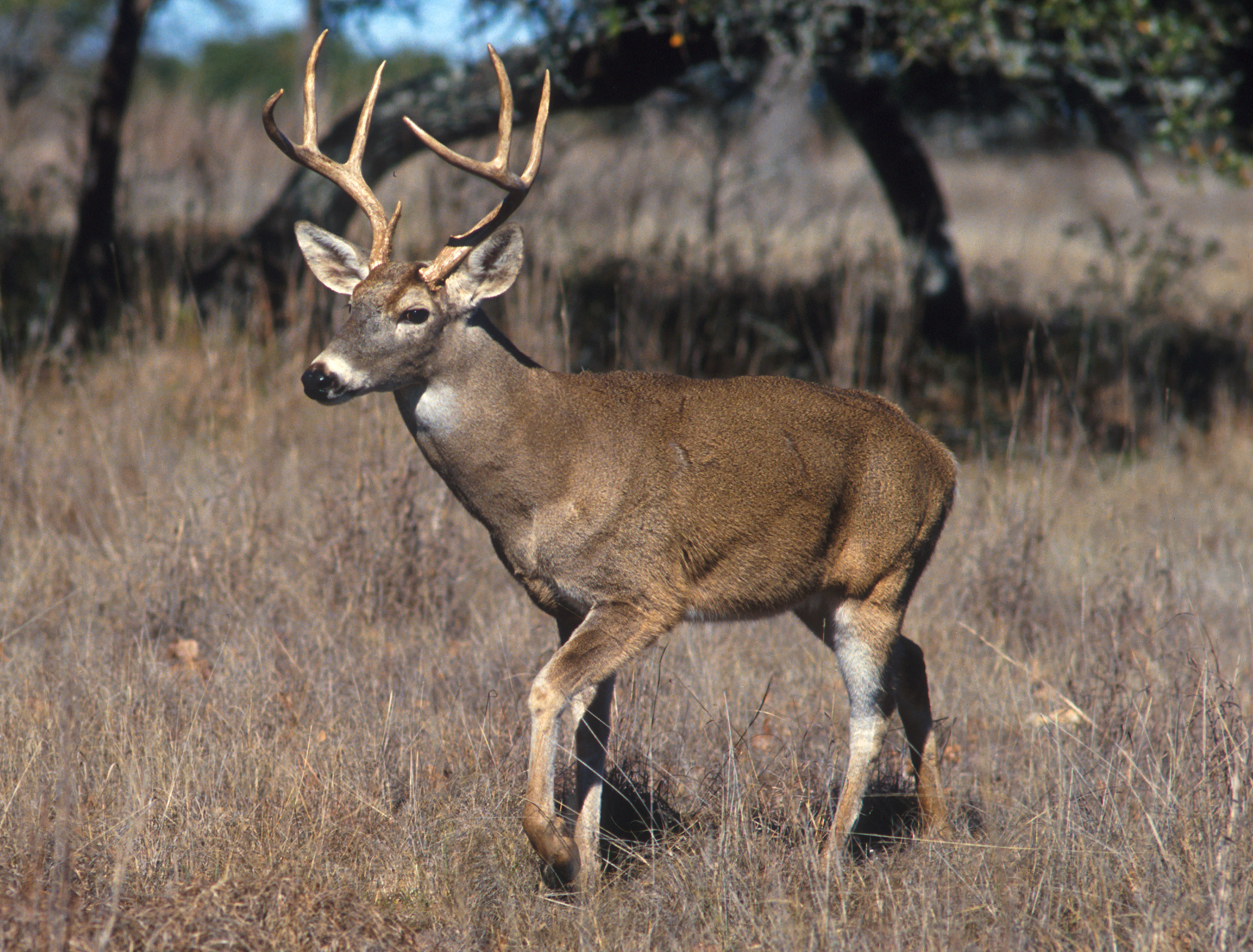
Des espèces variées de cerfs vivent plus communément dans des zones de vie sauvage à travers les Amériques et l'Eurasie.

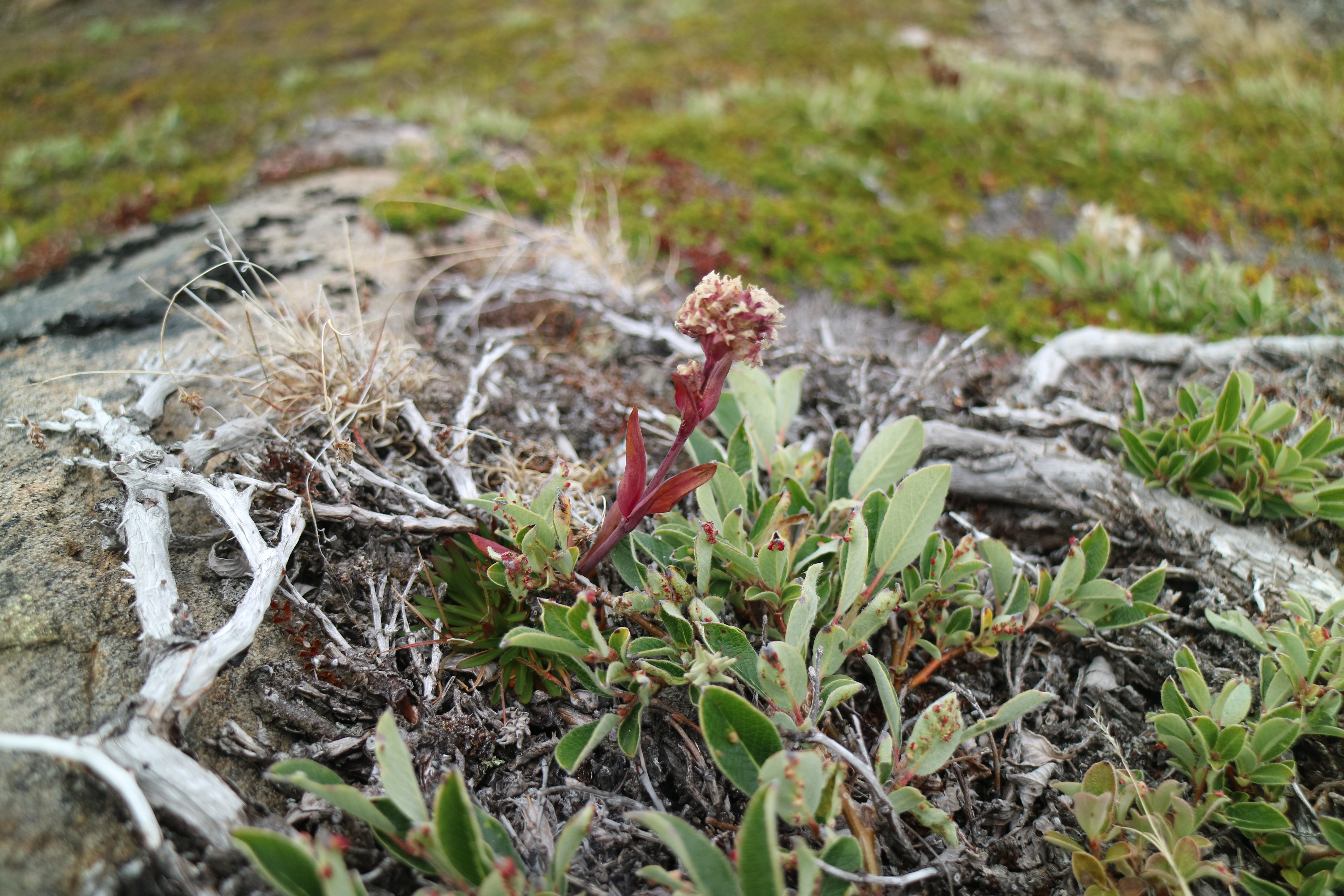
Plante dans le campement abandonné Inuit de Sivinganeq sur la côte ouest de l'île Ammassalik, au sud-est du Groenland.

La vie sauvage est une partie de la biodiversité qui désigne toutes les vies non domestiquées, qu'elles concernent l'animal, les plantes, les organismes fongiques ou d'autres organismes quand ils sont peu influencés par les activités ou la présence humaine et ses effets. La Convention de Berne de 1979 a comme objet la protection de la vie sauvage et du milieu naturel en Europe.

## Une notion relative

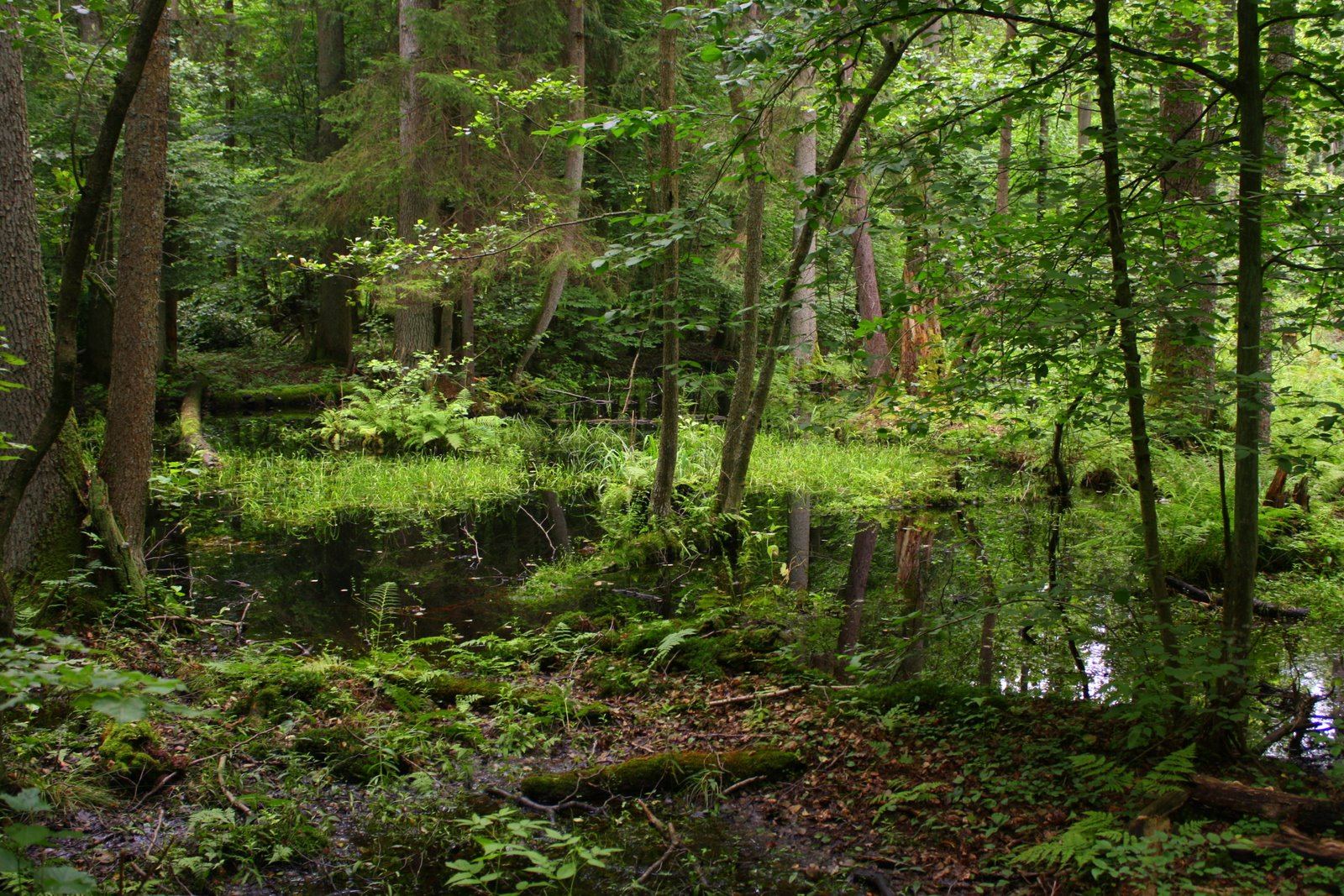
La forêt de Białowieża est l'une des dernières forêts primaires d'Europe.

La vie sauvage est aussi une représentation sociale. Elle peut être perçue dans tous les écosystèmes, mais la grande faune sauvage, les jungles, les grands récifs coralliens, les grands paysages naturels tendent à se raréfier dans l'Anthropocène. 
Bien que le terme de vie sauvage réfère plus souvent à la faune et à la flore qui n'ont pas été affectées par les facteurs humains, la majorité des scientifiques sont d'accord avec le fait que la biodiversité de la vie sauvage à travers le globe est toujours, d'une manière ou d'une autre, affectée par les activités humaines. Certains milieux semi-naturels tels les cotaux calcaires ou landes entretenues par le pâturage extensif (alors que les grands herbivores préhistoriques ont disparu) sont des habitats de substitution importants pour une partie de la vie sauvage

## Une notion philosophique et culturelle
Les humains ont historiquement tenté de séparer l'humanité et la civilisation, de la vie sauvage. Ils l'ont fait par un nombre de moyens incluant le sens moral, légal et social. 
Les religions ont souvent déclarées certains animaux sauvages comme étant sacrés, et la société moderne a vu naître l'activité d'activistes écologistes dont les actions sont dirigées contre les grandes menaces ou certaines activités menaçant cette vie sauvage.
Dans le Nouveau Testament, dans Matthieu 15 : 10-20 et Marc 7 : 14-23, Jésus fait référence à la coutume de ne pas de manger des cochons et autres animaux « impurs » selon l'Ancien Testament, et déclare que : Ne savez-vous pas que rien de ce qui entre dans l'homme de l'extérieur ne peut le tacher,. Ainsi Jésus a déclaré que tous les aliments étaient purs », donc ce qui est compris que l'homme peut manger n'importe quel animal.
Jésus est cité pour avoir utilisé des loups comme illustrations des dangers que ses disciples auraient affrontés s'ils le suivaient (Matthieu 10:16, Actes 20:29, Matthieu 7:15)
Une grande partie du symbolisme Jésus utilisé dans le Nouveau Testament tournait autour de la culture pastorale d'Israël, et expliquait sa relation avec ses disciples comme analogue à celle d'un Bon Pasteur protégeant son troupeau des loups . Une innovation dans l'image populaire des loups créée par Jésus inclut le concept du loup déguisé en mouton, qui met en garde les gens contre les faux prophètes.
Jean le Baptiste a vécu longtemps dans le désert avec un régime de sauterelles et de miel.
De même beaucoup de saints, lorsqu'ils ne sont pas caractérisés par les instruments de leur martyre, sont accompagnés d'animaux qui les identifient ; comme, St. Roche, avec un chien ; St. Hubert, avec un cerf ; St. Jérôme, avec un lion ; St. Peter, avec un coq; Paul de Thèbes, avec un corbeau ; St. Gertrude de Nivelles, avec un chat, etc. La Bible, aussi, donne quelques motifs, comme le bélier d'Isaac, le veau d'or, le serpent d'airain.

## Enjeux
La domestication des plantes et de certains animaux sauvages a depuis la préhistoire été bénéfique pour les humains, mais l'anthropisation du monde qui a accompagné le développement de l'agriculture et de la sylviculture industrielles, le développement de l'urbanisation et des infrastructures routières à grande échelle a des effets majeur sur l'environnement (positif et négatif, avec un nombre croissant d'espèces menacées de disparition ou en régression).
Dans les années 1990, deux chercheurs, Richard Leakey et Roger Lewin, parlent de « sixième extinction » à propos de l'action humaine sur la faune et la flore.
L'extinction des espèces et la disparition des écosystèmes rend la biosphère plus pauvre en vie sauvage et son équilibre plus vulnérable. De par toutes les conséquences qui en découlent, l'impact de l'homme sur la vie sauvage est devenu si significatif que Paul Crutzen suggère le début d'une nouvelle ère géologique : l'Anthropocène,.
Le droit de l'environnement, depuis les années 1970 surtout, cherche à protéger les conditions de survie d'une partie de la vie sauvage, notamment de défragmentant les milieux via une trame verte et un réseau écologique paneuropéen encore en grande partie à construire, dont dans le paysage agricole et urbain.

## Biogéographie
La nature et la vie sauvages sont aujourd'hui plus manifestement et fortement présentes dans les déserts, les jungles, les forêts, les plaines, les montagnes, les régions polaires, les eaux continentales, les mers et océans, les îles et d'autres zones incluant des terres agricoles, des sites urbains même parmi les plus développés ; tous les habitats ont une forme de vie sauvage distincte. 